# 服部雅春
服部 雅春（はっとり まさはる、1956年12月27日 - 2003年1月3日）は、元競輪選手。日本競輪選手会埼玉支部に在籍していた。師匠は実兄の服部記義（競輪学校第22期生）。

## 来歴
日本競輪学校第36期生。同期に菅田順和、松村信定らがいる。
1975年11月27日、大宮競輪場でデビュー戦を迎え1着、及び同開催の完全優勝を記録。1979年のオールスター競輪（岸和田競輪場）で決勝進出（6着）した他、1977年頃から1987年頃まで、常時特別競輪（現在のGI）の出場機会を得ていた。
2003年1月3日、伊東温泉競輪場第2レース・A級一般戦において、先行する選手の番手(2番手のこと)位置で直線を迎えたが、その後、突然左右にふらついてしまった。結果的に4着でゴールしたが、ゴール通過後のクールダウンの最中に転倒。すぐに同競輪場医務室駐在の医師が診察にあたったが、既にその時点で心停止状態となっていた。それから2時間後、伊東市内の病院で死亡した。46歳没。選手登録削除日は同年1月6日であり、引退扱いとなった。通算戦績2100戦265勝。